# Teba
Teba là một đô thị trong tỉnh Málaga, cộng đồng tự trị Andalusia Tây Ban Nha. Đô thị này có diện tích là 144 ki-lô-mét vuông, dân số năm 2009 là 4201 người với mật độ 29,17 người/km². Đô thị này có cự ly km so với tỉnh lỵ Málaga.